# Kunstsammlungen der Ruhr-Universität Bochum

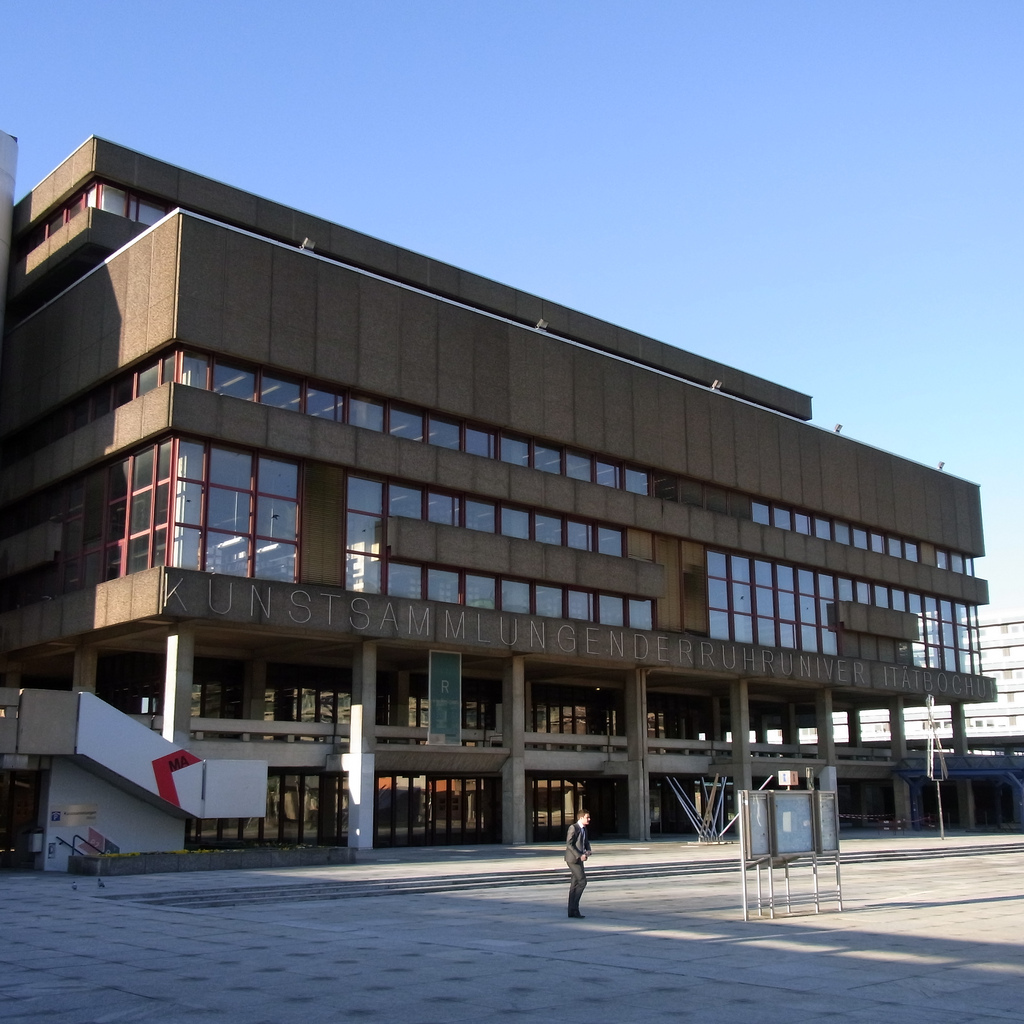
Kunstsammlungen der Ruhr-Universität Bochum, untere Stockwerke (Foto: 2012)

Die Kunstsammlungen der Ruhr-Universität Bochum wurden 1975 gegründet. Sie befinden sich im Gebäude der Universitätsbibliothek Bochum.

## Bestände
Die Sammlung besteht aus drei Bereichen:
- der Antikensammlung, die größte Sammlung vorderasiatischer und mediterraner Kunstwerke und archäologischer Funde im Ruhrgebiet,
- der Münzsammlung, die beim Lehrstuhl für Alte Geschichte aufbewahrt und von diesem betreut wird sowie
- der Sammlung Moderner Kunst mit etwa 1000 Werken, vor allem mit Beständen von Kunst des 20. Jahrhunderts, von Künstlern wie zum Beispiel Josef Albers, Alberto Giacometti, Joseph Beuys, Anthony Caro, Lucio Fontana, Günter Fruhtrunk, Gotthard Graubner, François Morellet, Arnulf Rainer, Emil Schumacher, Richard Serra, Frank Stella, Cy Twombly, Günther Uecker, Christian Boltanski, Donald Judd, Gerhard Richter, Sean Scully und James Turrell.

Die Situation Kunst in Weitmar wurde der Sammlung 1991 angegliedert, und mit ihr 2015 das Museum unter Tage.
2008 überließ der Künstler Ulrich Rückriem sein Archiv den Kunstsammlungen der Ruhr-Universität Bochum. Im Jahr 2012 erweiterten zwei bedeutende Schenkungen antiker iranischer Bronzen und Keramik (Sammlungen Berthold Beitz und Paul-Georg Gutermuth) den Bestand deutlich in der Zahl wie auch bei der inhaltlichen Ausrichtung. Die Antikensammlung leitet in Nachfolge von Norbert Kunisch (1979–1997) und Cornelia Weber-Lehmann (1998–2019) seit 2020 Soi Agelidis. Verantwortlich für die Münzsammlung ist Karl-Ludwig Elvers. Die wissenschaftliche Leitung der Modernen Kunstsammlung, der einzigen dieser Art in Deutschland, liegt bei Alexia Pooth, Kuratorin der Stiftung Situation Kunst ist Eva Wruck.